# Jan Adam Kruseman

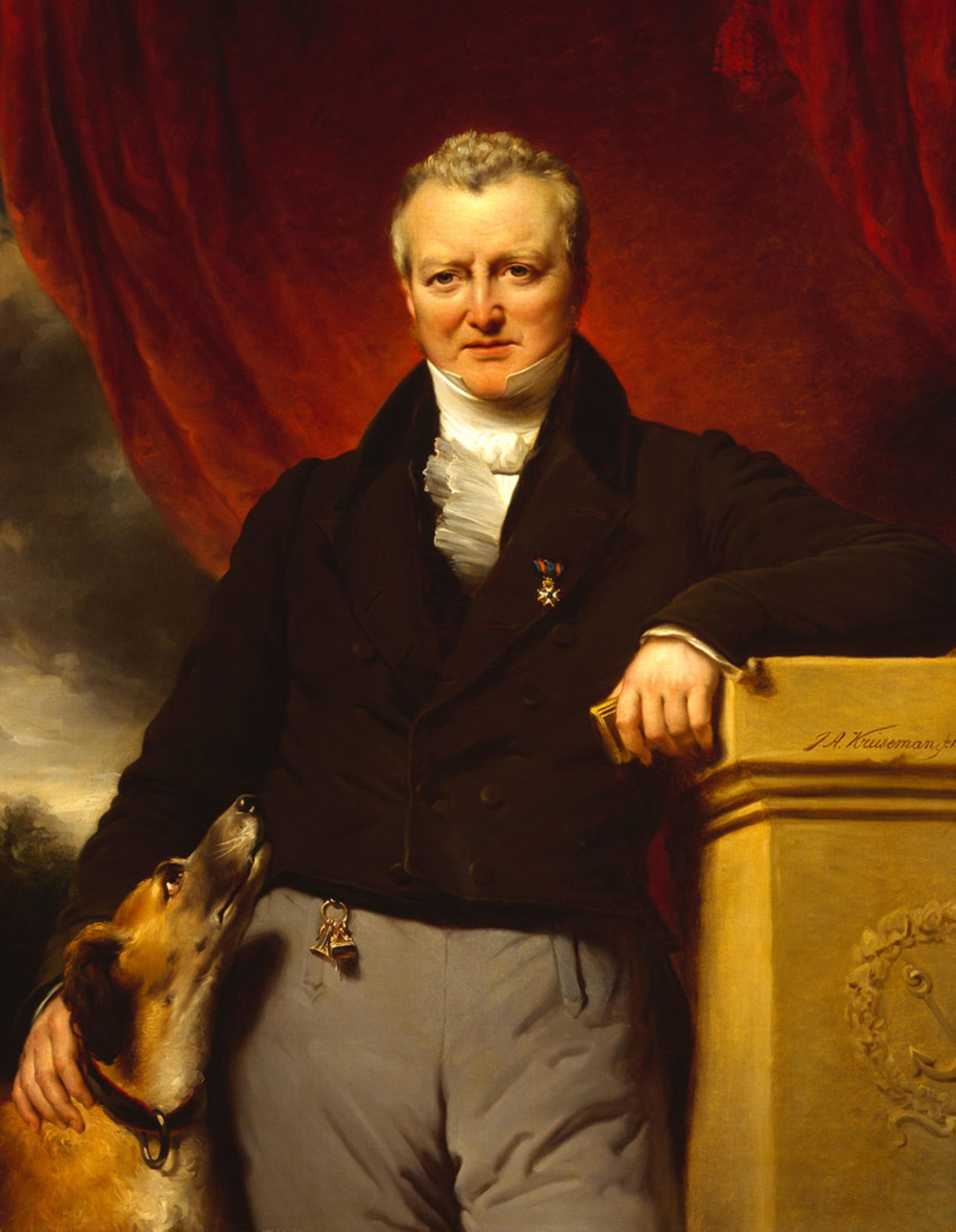
Retrato de Adriaan van der Hoop (1778-1854), por Jan Adam Kruseman, Rijksmuseum.

Jan Adam Kruseman (Haarlem, 12 de febrero de 1804 - 17 de marzo de 1862) pintor y retratista neerlandés del siglo XIX.
Según el Rijksbureau voor Kunsthistorische Documentatie, era  sobrino y alumno de Cornelis Kruseman, y padre del también pintor Jan Theodoor Kruseman. 
Durante los años 1822-1824 recibió lecciones en Bruselas de François-Joseph Navez y Jacques-Louis David. Fue uno de los fundadores de la sociedad de Ámsterdam Arti et Amicitiae en 1839 y su director. Viajó a Inglaterra, Francia y Alemania y fue profesor en la Academia Real de Arte de Ámsterdam, donde enseñó a algunas de las figuras artísticas del renombre de Eduard Asser, Henrij Bakhoven, Valentijn Bing, David Bles, Karel Frederik Bombled, Jan Braet von Uberfeldt, Hendrik Breukelaar, Moritz Calisch, Louis Chantal, Hendrik Dekker, Jan Wendel Gerstenhauer Zimmerman, Jozef Israëls, David van der Kellen III, Jacobus van Koningsveld, Johann Herman Joseph Lamers, Jacoba Henriëtta Lochmann van Königsfeldt, Cornelis Nicolaas Looman, Cornelis Rogaar Snellebrand, Willem Steelink, o Samuel de Vletter.

## Fuente
- Datos: Q576824
- Multimedia: Jan Adam Kruseman / Q576824